# Dolmen de Montagut
El Dolmen de Montagut és un dolmen que es troba molt a prop del cim de la muntanya de Montagut, al límit entre els municipis de Palamós i de Vall-llobrega (Baix Empordà), inclòs a l'Inventari del Patrimoni Arqueològic i Paleontològic de Catalunya.
Es tracta molt possiblement d'un dolmen simple, tot i que la seva classificació és dubtosa, ja que està incomplet. Està orientat cap al Sud-est. La longitud interior màxima és de 1,50 m, l'amplada màxima interior és de 1,30 m.
L'estat actual del dolmen és pràcticament el mateix que descriu Pallarès, és a dir, conserva la capçalera i tres lloses laterals in situ, dues del costat oest i una de llevant, a més d'una altra llosa caiguda al costat est i una de trencada al costat oest, que Pallarès encara va veure sencera. Entre els materials que va trobar Pallarès destaquen diversos fragments de ceràmica feta a mà, un fragment de sílex negre i diversos rierencs.
El març de 2015 tota la zona va patir un incendi forestal, que més endavant ha comportat la recuperació de la vegetació, amb el rebrol de l'alzina surera, els cireres d'arboç, i els brucs.